# Ла-Мот-Серволе
Ла-Мот-Серволе (фр. La Motte-Servolex) — коммуна во Франции, департамент Савойя, регион Рона — Альпы. Является центом кантона Ла-Мот-Серволе. Округ коммуны — Шамбери. Код INSEE коммуны — 73179. Мэр коммуны — Люк Берту, мандат действует на протяжении 2014—2020 гг.

## География
Город Ла-Мот-Серволе расположен в агломерации Шамбери к северу от Шамбери. Он простирается от пиков горной цепи Эпин до равнины между массивом Бож и Мон-дю-Ша.

## Население
Согласно переписи 2012 года население Ла-Мот-Серволе составляло 11 452 человека (48,4 % мужчин и 51,6 % женщин). Население коммуны по возрастному диапазону распределилось следующим образом: 16,4 % — жители младше 14 лет, 17,4 % — между 15 и 29 годами, 19,0 % — от 30 до 44 лет, 21,8 % — от 45 до 59 лет и 25,4 % — в возрасте 60 лет и старше. Среди жителей старше 15 лет 48,3 % состояли в браке, 35,3 % — не состояли, 9,5 % — были в разводе, 7,0 % — вдовствовали.
Среди населения старше 15 лет (8594 человек) 8,1 % населения не имели образования, 9,0 % — имели только начальное образование, 6,8 % — закончили только колледж, 28,1 % — получили аттестат об окончании лицея, 18,1 % — закончили полное среднее образование или среднее специальное образование, 15,3 % — закончили сокращённое высшее образование и 14,5 % — получили полное высшее образование.
На 2012 год в коммуне числилось 5151 облагаемых налогом домохозяйств, в которых проживало 11 161 человека, из них 33,2 % хозяйств состояли из одного человека (13,6 % мужчины, 10,9 % женщины) и 64,7 % семейных хозяйств (из них 24,3 % с детьми).
Динамика населения согласно INSEE:
| Население коммуны в XIX—XXI веках |
| --------------------------------- |
|                                   |

## Экономика
Средний декларируемый годовой доход в коммуне: 22 404 евро. В 2013 году 1,5 % населения заняты в сфере сельского хозяйства, 6,6 % — в индустрии, 65,2 % — в сфере услуг, 15,4 % — строительство. В 2012 году из 7512 человек трудоспособного возраста (от 15 до 64 лет) 5746 были экономически активными, 1766 — неактивными (показатель активности 76,5 %, в 2007 году — 74,1 %). Из 5746 активных трудоспособных жителей работали 5250 человек (2603 мужчины и 2647 женщины), 496 числились безработными. Среди 1766 трудоспособных неактивных граждан 676 были учениками либо студентами, 744 — пенсионерами, а ещё 346 — были неактивны в силу других причин. В коммуне проживает 5279 человека старше 15 лет, имеющих работу, причём 27,5 % из них работает в коммуне, а 63,7 % — в пределах департамента Савойя.

## Достопримечательности
В городе находится исторические памятники — поместье Рейнаш, построенное в конце XVIII века и окружённое ландшафтным парком, и церковь Иоанна Крестителя, построенная во второй половине XIX века.

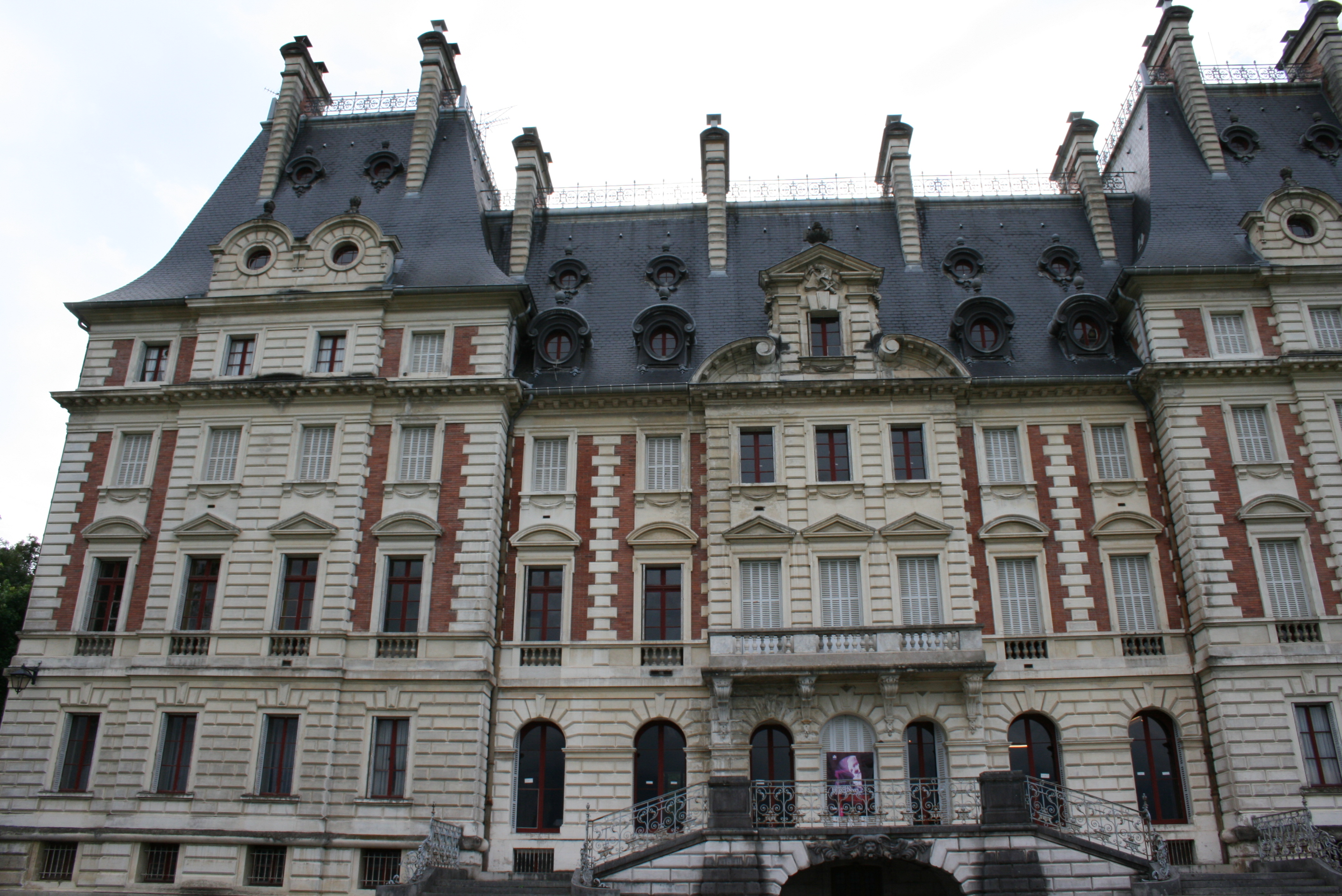
Поместье Рейнаш
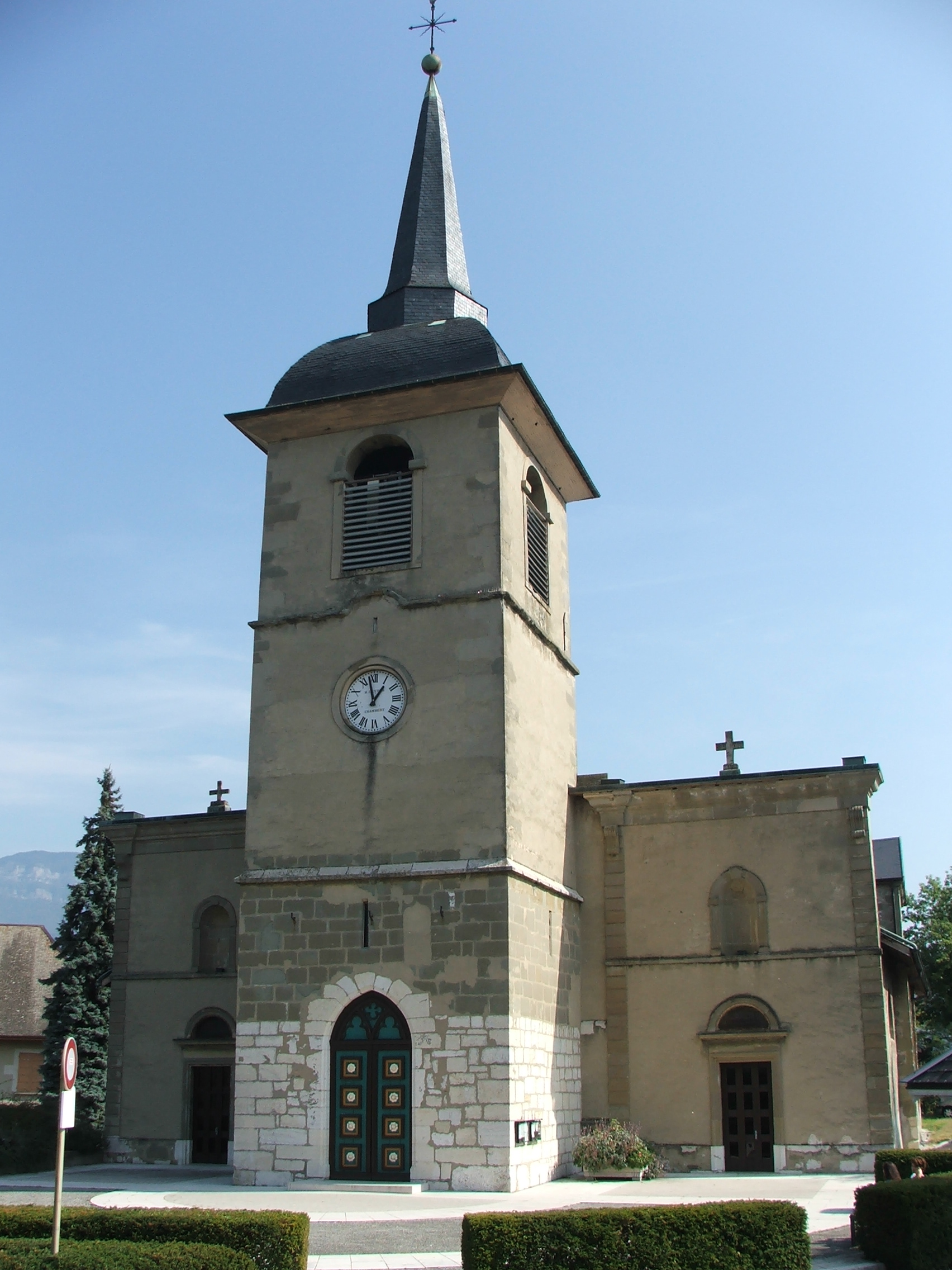
Церковь в Ла Мот-Серволе